# Loksi
1980-ban jelent meg az LGT második (az Aranyalbum 1971–76-tal a harmadik) dupla albuma, a Loksi. Az album konceptalbum, a 4 oldal szerint felosztva: Álom, Élet, Játék, IV. oldal.
Az album érdekessége, hogy a lemez insert-jében nem engedte az akkori cenzúra megjelentetni a dalszövegeket, ahogyan a zenekar szerette volna, így végül néhány dalszöveg részlete "Jegyzőkönyv a rosszul érthető sorokról" cím alatt került bele az album mellékletébe.

## Az album dalai

### Álom
1. Prológ és trialóg (Presser Gábor – Sztevanovity Dusán) – 8:44
2. Gondolj rám (Presser Gábor – Sztevanovity Dusán) – 6:22
3. Ha eljönnek az angyalok (Presser Gábor – Sztevanovity Dusán) – 3:50

### Élet
1. Boksz (Presser Gábor – Sztevanovity Dusán) – 5:31
2. Erőgép (Presser Gábor – Somló Tamás – Sztevanovity Dusán) – 4:48
3. Sziszifuszi blues (Presser Gábor – Sztevanovity Dusán) – 3:42
4. Embertelen dal (Presser Gábor – Somló Tamás – Sztevanovity Dusán) – 6:34

### Játék
1. Primadonna (Somló Tamás – Sztevanovity Dusán) – 5:50
2. Játszunk (Somló Tamás – Sztevanovity Dusán) – 2:36
3. Cabolo (Karácsony János) – 2:26
4. A dal a miénk (Karácsony János – Sztevanovity Dusán) – 4:32
5. Nagyon kell, hogy szeress (Somló Tamás - Sztevanovity Dusán) – 4:35

### IV. oldal
1. Áldd meg a dalt (Karácsony János – Sztevanovity Dusán) – 2:17
2. Szentimentális "rakenroll" (Presser Gábor – Sztevanovity Dusán) – 5:26
3. Ha eljönnek az ördögök (Presser Gábor) – 1:08
4. Mozi (Presser Gábor – Sztevanovity Dusán) – 5:28
5. Áldd meg a dalt (Karácsony János – Sztevanovity Dusán) – 1:41

## Közreműködők
- Karácsony János – ének, elektromos és akusztikus gitár, szintetizátor, ütőhangszerek
- Presser Gábor – ének, Yamaha elektromos zongora és koncertzongora, Roland Jupiter 4, Korg vocoder, ütőhangszerek, harangjáték
- Solti János – dob, ütőhangszerek
- Somló Tamás – ének, basszusgitár, altszaxofon, chromonika, ütőhangszerek
- Sztevanovity Dusán – dalszövegek

Fúvós szekció:
- Dés László
- Gőz László
- Csizmadia Gábor
- Somló Tamás

Külön köszönet szíves közreműködésükért a következőknek (a négy zenész nevének anagrammái):
- Bo Garressper
- Mtomo Lassa
- Oja Tilsson
- Jason Synackroa

### Produkció
- Kovács György – hangmérnök, zenei rendező
- Péterdi Péter – zenei rendező
- Presser Gábor – zenei rendező
- Nagyvári László – fényképek és grafika